# Fase genital
La fase genital o organització genital infantil designa un concepte elaborat per Sigmund Freud, definit com: «Fase del desenvolupament psicosexual caracteritzada per l'organització de les pulsions parcials sota la primacia de les zones genitals; inclou dos temps, separats pel període de latència: la fase fàl·lica (o organització genital infantil) i l'organització genital pròpiament dita, que s'instaura en la pubertat.»
Alguns autors reserven el terme «organització genital» per designar aquest darrer temps, incloent-hi la fase fàl·lica en les organitzacions pregenitals.
D'acord amb Freud, la fase genital s'inicia en la pubertat i perdura la resta de la vida de l'individu. Quan apareix la pubertat, els desigs sexuals es fan massa intensos per reprimir-los totalment, per la qual cosa comencen a manifestar-se.
Ara, el focus d'atenció rau en l'elecció d'objecte. Si tot ha anat correctament en les fases preliminars, aquesta fase culminarà amb les trobades i finalment amb la parella.
Les infragratificacions, o les supergratificacions, i les fixacions que una persona haja experimentat (o no) durant les fases psicosexuals determinaran la personalitat de l'adult. Si, després, durant la vida adulta, la persona presenta problemes d'adaptació, analitzar les experiències primerenques podria contribuir a solucionar aquests conflictes.
Per al psicoanalista, en les experiències de la infantesa es troba la base a partir de la qual es formen les neurosis posteriors o la personalitat normal. De fet, el xiquet o xiqueta és un "pervers polimorf", que amb la figura metafòrica del pare es transforma. "El xiquet és el pare de l'home".